# Ozero Glodovo
Ozero Glodovo (ryska: Озеро Глодово) är en sjö i Belarus.   Den ligger i voblasten Vitsebsks voblast, i den norra delen av landet, 140 km norr om huvudstaden Minsk. Ozero Glodovo ligger 142 meter över havet.
Omgivningarna runt Ozero Glodovo är en mosaik av jordbruksmark och naturlig växtlighet. Runt Ozero Glodovo är det ganska glesbefolkat, med 22 invånare per kvadratkilometer.